# براندون هاتاور
براندون هاتاور (بالإنجليزية: Brandon Hightower)‏ هو سائق سباق أمريكي، ولد في 17 مارس 1998 في ديفيل في الولايات المتحدة.

## وصلات خارجية
- الموقع الرسمي
- براندون هاتاور على موقع Racing-Reference.info (الإنجليزية)